# Satoshi Ishii

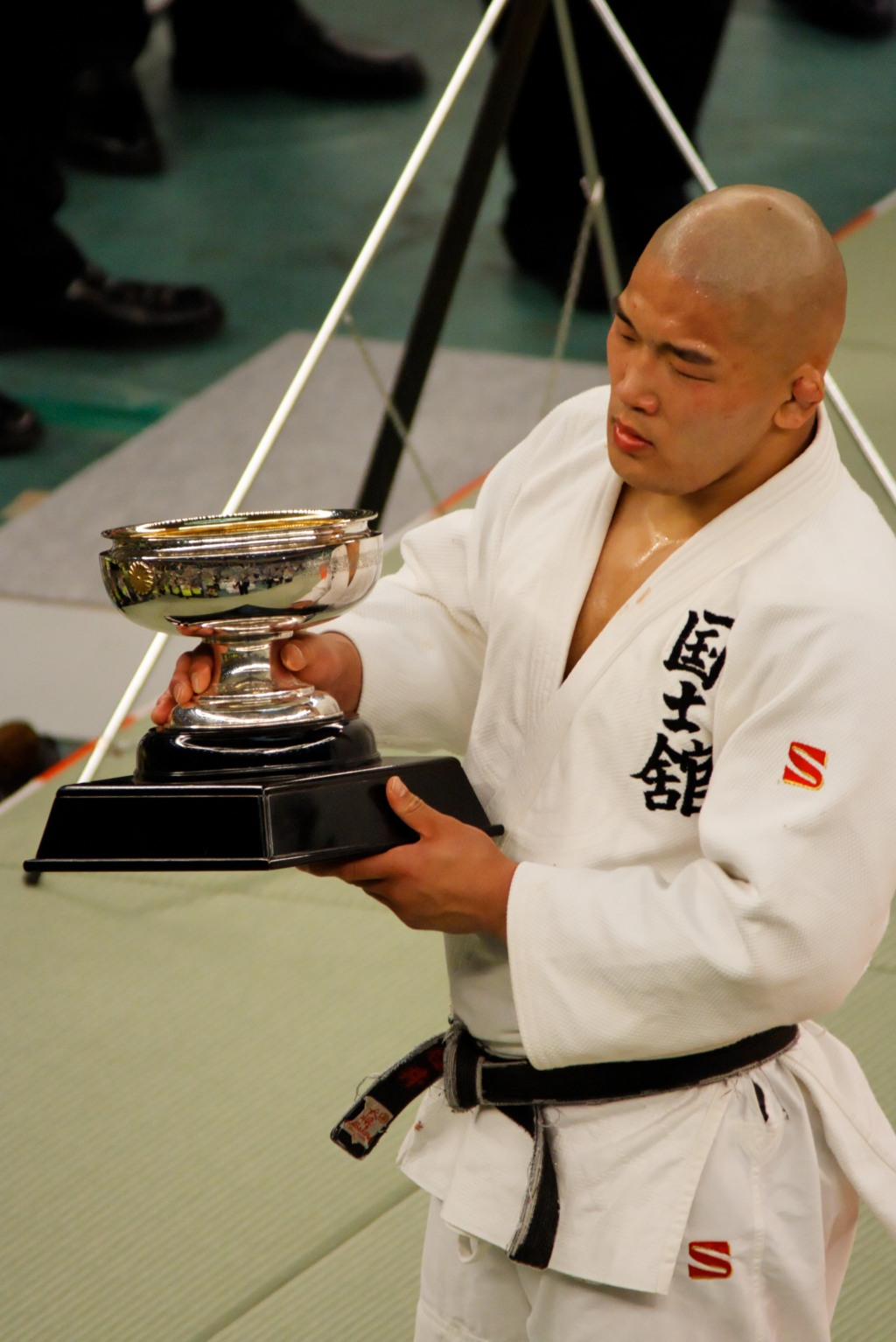
Satoshi Ishii siegte 2008 bei den offenen japanischen Meisterschaften

Satoshi Ishii (jap. 石井 慧, Ishii, Satoshi; * 19. Dezember 1986 in Ibaraki, Präfektur Osaka) ist ein ehemaliger japanischer Judoka und Olympiasieger 2008 und kroatischer MMA-Kämpfer.

## Karriere
Der 1,80 m große Satoshi Ishii startete seine Karriere im Halbschwergewicht, der Klasse bis 100 Kilogramm. Er gewann binnen fünf Wochen im September und Oktober 2004 in dieser Gewichtsklasse bei den japanischen U20-Meisterschaften, bei den U20-Asienmeisterschaften in Doha und bei den U20-Weltmeisterschaften in Budapest. Ende 2004 siegte er bei den Korea Open. Im Februar 2005 belegte er beim Super-Weltcup in Paris den dritten Platz. Eine Woche später erreichte er beim Weltcup in Budapest das Finale und unterlag dort dem Ungarn Dániel Hadfi. Bei den japanischen Meisterschaften 2005 erreichte Ishii den dritten Rang. Ende des Jahres wiederholte er seinen Sieg bei den Korea Open. Im Februar 2006 gewann Ishii das Weltcupturnier in Wien. Im April belegte er bei den japanischen Meisterschaften den dritten Platz im Halbschwergewicht, gewann aber kurz darauf den Titel in der Offenen Klasse. Bei den Asienspielen 2006 in Doha erreichte Ishii das Finale im Halbschwergewicht, unterlag dort aber gegen den Südkoreaner Jang Sung-ho.
2007 wechselte Ishii ins Schwergewicht, der Gewichtsklasse über 100 Kilogramm. Bei den japanischen Meisterschaften 2007 in der Offenen Klasse unterlag er im Finale gegen Keiji Suzuki. Bei der Universiade in Bangkok trat Ishii als Student der Kokushikan-Universität für das japanische Team in der Offenen Klasse an und gewann den Titel. Im November startete Ishii mit dem japanischen Team bei den Mannschaftsweltmeisterschaften in Peking, das japanische Team gewann den Titel gegen die Brasilianer. 2008 gewann Ishii im Schwergewicht beim Weltcup in Wien. Bei den japanischen Meisterschaften siegte er in der Offenen Klasse. Im Sommer 2008 trat er im Schwergewicht bei den Olympischen Spielen in Peking an. Er gewann seine Kämpfe gegen den Italiener Paolo Bianchessi, den Ägypter Islam El-Shehaby, den Russen Tamerlan Tmenow und den Georgier Lascha Gudschedschiani jeweils durch Ippon, wobei ihm beim Kampf um den Finaleinzug gegen den Georgier die entscheidende Wertung eine Sekunde vor Ablauf der fünf Minuten gelang. Das Finale gegen den Usbeken Abdullo Tangriyev ging über die vollen fünf Minuten, Ishii siegte durch eine kleine Wertung.
Nach seinem Olympiasieg wechselte Ishii zu den Mixed-Martial-Arts-Kämpfern. Von seinen bislang (Stand November 2016) einundzwanzig Kämpfen gewann er vierzehn, ein Kampf endete unentschieden.